# سيد رجب
سيد رجب (مواليد 16 نوفمبر 1950) هو ممثل مصري، قدّم أول أدواره في فيلم أحلام صغيرة، ثم شارك في العديد من الأعمال بعد ذلك. عمل مهندسًا في الميكانيكا بشركة النصر للسيارات في التسعينات ولمدة تزيد على 20 عامًا. 

## أعماله الفنية

### الأفلام
- 1993: أحلام صغيرة
- 1999: أحلام مسروقة
- 2004: حب البنات
- 2007: الأولة في الغرام
- 2008: قبلات مسروقة
- 2009: إبراهيم الأبيض
- 2010: الطريق الدائري
- 2011: صرخة نملة
- 2011: الشوق
- 2011: أسماء
- 2012: عبده موتة
- 2013: قلب الأسد
- 2013: الحرامي والعبيط
- 2013: تتح
- 2015: ولاد رزق
- 2015: الليلة الكبيرة [3]
- 2017: القرد بيتكلم
- 2017: جواب اعتقال
- 2017: خير وبركة
- 2018: طلق صناعي [4]
- 2019: ولاد رزق ج2
- 2021: أبو صدام
- 2021: وقفة رجالة
- 2022: واحد تاني
- 2022: كيرة والجن
- 2022: عمهم
- 2022: الجريمة
- 2023: ابن الحاج أحمد
- 2023: 19 ب
- 2024: أنا وابن خالتي
- 2024: مقسوم
- 2024: ليلة العيد

### المسلسلات
- 2009: 6 ميدان التحرير
- 2009: الأدهم
- 2010: الحارة
- 2010: حكايات وبنعيشها
- 2011: المواطن X
- 2011: مسيو رمضان مبروك أبو العلمين حمودة
- 2012: طرف ثالث
- 2012: فيرتيجو
- 2012: 9 جامعة الدول
- 2013: تحت الأرض
- 2013: موجة حارة
- 2013: فرعون
- 2013: آسيا
- 2014: السيدة الأولى
- 2014: عد تنازلي
- 2015: حارة اليهود
- 2015: بين السرايات
- 2015: الصعلوك
- 2016: أفراح القبة
- 2016: فوق مستوى الشبهات
- 2017: واحة الغروب
- 2017: غرابيب سود
- 2017: رمضان كريم
- 2017: أبو العروسة
- 2018: أبو العروسة ج2
- 2018: نسر الصعيد
- 2021: لعبة نيوتن
- 2021: وكل ما نفترق
- 2021: موسى
- 2021: الوضع مستقر (ج1، ج2)
- 2021: المنصة (ج2، ج3)
- 2022: أبو العروسة ج3
- 2022: المشوار
- 2023: الأجهر
- 2023: رمضان كريم ج2
- 2024: بيت الرفاعي

### أفلام قصيرة
- 2011: اللون الأزرق
- 2013: فردي
- 2019: حبيب

### المسرحيات
- 2022: هادي فالنتاين

### المسلسلات الإذاعية
- 2018: رسالة إلى الوايلي

### الرسوم المتحركة
- 2014: عجائب القصص في القرآن

## روابط خارجية
- سيد رجب على موقع IMDb (الإنجليزية)
- سيد رجب على موقع الدهليز
- سيد رجب على موقع قاعدة بيانات الأفلام العربية
- سيد رجب على موقع قاعدة بيانات الفيلم (الإنجليزية)
- سيد رجب على موقع ليتربوكسد (الإنجليزية)